# Avraham Fried
Avraham Shabsi Hakohen Friedman (hebraico: אברהם שבתי הכהן; Nova York, 22 de março de 1959), mais conhecido por seu nome artístico, Avraham Fried, é um popular artista musical na comunidade judaica ortodoxa.

## Carreira
Fried foi encorajado a seguir carreira musical pela produtora Sheya Mendlowitz. Fried começou sua carreira com o lançamento de seu primeiro álbum No Jew Will Be Left Behind em 1981. A canção-título foi composta por Yossi Green e a canção " Kel Hahodaos " foi escrita pelo Rabino Boruch Chait / Kol Salonika, The Rabbis 'Sons. Música da Orquestra Zimriah, arranjada por Marty Lewinter Fried continuou a colaborar com Sheya Mendlowitz e Yossi Green em oito álbuns. Green é creditado com alguns dos maiores sucessos de Fried, incluindo "Aderaba", "Tanya" e "Didoh Bei".  Fried também colaborou principalmente com o arranjador Moshe Laufer ao longo dos anos, mas trabalhou com vários outros arranjadores, incluindo Marty Lewinter, Yisroel Lamm (a Orquestra de Neginah), Suki Berry, Mona Rosenblum, Hershel Lebovits, Yaron Gershovsky e outros.
Avremel, como muitos de seus amigos o chamam, apareceu como solista convidado no Álbum de Casamento da Orquestra Amudai Shaish em 1981. Durante o mesmo ano, ele apareceu como convidado especial em Suki With A Touch Of Ding II - Álbum de Casamento . Ele também apareceu como solista adulto no terceiro álbum do Amudai Shaish Boys Choir (seu segundo álbum duplo), em 1982. Ele também cantou em vários álbuns de elenco de estrelas produzidos por Suki & Ding. 
No verão de 2009, Fried fez uma turnê em Israel, onde apresentou o cantor e compositor israelense Chanan Yovel e apresentou as canções " Rak T'filla " (" רק תפילה ") e " U'Nesane Tokef " (" ונתנה תוקף " )

## Estilo musical
Sua música é categorizada principalmente como música pop judaica, semelhante a Mordechai ben David e tende a integrar muitos estilos de música popular, incluindo pop, rock e jazz, com letras e temas judaicos. Ele também tem algumas canções estilo "cantor" na maioria de seus álbuns, bem como muitas canções escritas em iídiche.

## Histórico familiar
O avô de Fried, Rabino Meir Yisroel Isser Friedman, era o Rav de Krenitz, um renomado halaquista e Sanzer Hasid. Após a Segunda Guerra Mundial, ele residiu em Borough Park, Brooklyn. Seu pai, Yaakov Moshe Friedman, OBM, era um hassid do Rebe de Bluzhov e trabalhou como administrador na United Lubavitcher Yeshiva em Crown Heights por 40 anos.
Fried é o caçula de oito filhos da família Friedman. Ele tem cinco irmãos e duas irmãs. Fried e seus irmãos foram todos educados em instituições Lubavitcher, tornando-se Lubavitcher Hasidim. Seus irmãos estão todos envolvidos na divulgação de Chabad; seu irmão, Rabino Manis Friedman, é autor, conferencista e shaliach (emissário) em St. Paul, Minnesota. Benzion e Eliyahu são shlichim em Overland Park, Kansas, e Safed, Israel, respectivamente. Yossi trabalha na Kehot Publication Societye Shlomo em Merkos L'Inyonei Chinuch. Duas irmãs, Feige Green na Flórida e Ita Marcus na Califórnia, também estão engajadas na divulgação.
Seus sobrinhos incluem os cantores judeus Benny Friedman (filho de Manis), Eli Marcus & Shmuel e Bentzi Marcus (filhos de Ita) do 8º Dia, e Simche Friedman.
Fried e sua esposa têm seis filhos e moram em Crown Heights, Brooklyn. Ele é um Kohen.

## Discografia
- No Jew Will Be Left Behind (1981)
- The Time Is Now (1982)
- Forever One (1983)
- You're Never Alone (formerly Holyland's Greatest Hits, which includes other groups) (1986)
- Melaveh Malka with Avraham Fried (1984)
- Goodbye Golus (1985)
- Around the Year Volume 2 (1986)
- The Good Old Days (1992)
- We Are Ready (1988)
- Around the Year Volume 3 (1989)
- Aderaba (1991)
- Yiddish Gems Volume 1 (1992)
- Hebrew Gems Volume 1 (1992)
- Shtar Hatna'im (1993)
- Yiddish Gems Volume 2 (1994)
- Hebrew Gems Volume 2 (1994)
- Bracha V'Hatzlacha (1995)
- Im Eshkachaich Yerushalayim (2 CDs) (1996)
- Hupp Cossack! (1996)
- All the Best (1997)
- Chazak (1997)
- The Baal Shem Tov's Song (1998)
- My Fellow Jew - Yochid V'rabim (2001)
- Avraham Fried Live! (2001)
- Avinu Malkeinu (2003)
- Bein Kach U'vein Kach (2006)
- Niggunim of Zeide Friedman (2008)
- Yankel Yankel (2009)
- 30 Hits, One Collection (2009)
- Live In Israel (2009)
- Keep Climbing (2012)
- Ah Mechayeh! (2013)
- Bring The House Down (2016)
- Kama Tov Shenifgashnu (2017)
- Relax (2020)

### Outros solos e singles
- 1971: Eliyohu Hanovee and V'hu Rachum (child solos) [parte de Eli Lipsker albums]
- 1971:V'nikeisi Damam (solo) [part of S'dei Chemed International Vol. 1] (também ouvido no Goodbye Golus)
- 1972: Hakshiva (solo) [parte de Pirchei sings Al Chomosayich]
- 1976: V'hi Sheamdah (solo) [parte de Nichoach vol. 8]
- 1980: A Moment of Meditation (Arukah M'eretz Midah) & Gam Ki Eileich (singles) [parte de Amudai Shaish Wedding Album] (primeira promoção para a cena musical judaica)
- 1981: V'hu K'chasan & Asher Bara/Chaim Shetehei Banu (singles) [parte de Suki with a Touch of Ding 2; relançado como The Greatest Wedding Collection 2]
- 1981: Hodu Lahashem & Bo'ee V'shalom (solos) [part of Kol Naim Choir Sings the Best of Chaim Banet] (como Avraham Friedman)
- 1982: Shuvi Nafshi, Habot'chim, Pikudei & Mi Ho'ish (solos) [parte de Amudai Shaish Volume 3]
- 1983: Al Kein Tzion (single) [parte de Yerushalayim All-Star Cast]
- 1985: His'halelu, Stoliner Niggun, & Hashem's the World (singles) [parte deTorah All-Star Cast]
- 1984: Pikudei Hashem & Ki L'cha Tov (singles) [parte de Simcha All-Star Cast]
- 1987: Kol Rina & Keili Atah (singles) [parte de Hallel All-Star Cast]
- 1987: Prok Yas Anach & Racheim B'chasdecha (solos) [parte de MBD and Friends]
- 2002: Aleh Katan Sheli (My Little Leaf) (single) (2002)
- 2003: Moriah (single) [parte de Mona 4]
- 2005: Ani Choshev Aleichem (single)
- 2007: Galei (single) [parte de Afikoman (Oorah)]
- 2008: Ma Oshiv (single) [parte de Harei Yehudah]
- 2008: Ge'ulah Sheleimah (single) [parte de Kosher L'Pesach Bagels (Oorah)]
- 2008: Hesech Hada'as (solo) [parte de The 8th Note]
- 2009: Rak T'filla (single)
- 2009: Haazinu (solo/single)
- 2009: The Song of Miracles (single)
- 2010: Ki Hirbeisa (single)
- 2010: Kinor (single) [parte de Shmorg 2 (Oorah)]
- 2010: Bar Yochai (single) [parte de Kdai R' Shimon Bar Yochai - Teem Productions]
- 2010: Hu Yivneh Bayis (single) [parte de Hamenagnim, Fried and Friends]
- 2011: Kama Tov Shenifgashnu (single)
- 2014: Racheim (single) [parte de Shir]
- 2014: Oid Oid Oid (single) [parte de The 2nd Dance 2]
- 2015: Boruch Haba (single) [parte de 6 All New Songs]
- 2015: Ptach Libcha (solo/single)
- 2015: Greit Zich (single)
- 2016: Riboin Ho'olomim (single)
- 2016: V'zakeinu (single) [parte de Shabbat HaMalka 3]
- 2016: Ata V'chartonu & Kad Yasvun (singles) [parte de Shir 2]
- 2016: Shuva Hashem (single) [parte deTzamah 3]
- 2017: Maher (single)
- 2017: Al Hasela (single) [parte de Tzamah 4]
- 2017: The Beinoni, Arba Bavos & Nyeh Zhuritze (singles) [parte de The Nigunim]
- 2018: Pikudei Hashem (single)
- 2018: Mizmor L'soda (single) [parte de Matana Tova]
- 2019: Aba (single)